# Východné
Východné (do roku 1946 jako osada známá pod názvem Rendez) je místní částí bratislavské městské části Rača. Východné se nachází mezi Račou a Vajnory, jižní část území železnice zasahuje až po Žabí majer. Východné má cca 4 800 obyvatel bydlících v částech Šajby, Starý Rendez, Sklabinská, Šúrska, Na pasekách.
Východné je geograficky obklopeno železničním kolejištěm, uvnitř území disponuje vzácnými historickými budovami z konce 19. století - Velká a Malá vodní věž, Personální kuchyň, Kasárna. Nachází se zde muzejně-dokumentační středisko ŽSR, které zde chce zřídit Národní železniční park, který by se stal celoroční expozicí parních lokomotiv, železniční techniky a historických budov. Staré depo a Nové depo sloužilo a slouží jako opravárenský železniční park. Na sídlišti Sklabinská se nachází Akademie policejního sboru a poskytuje studium vysokoškolského typu a zároveň slouží jako školící středisko.

## Dějiny

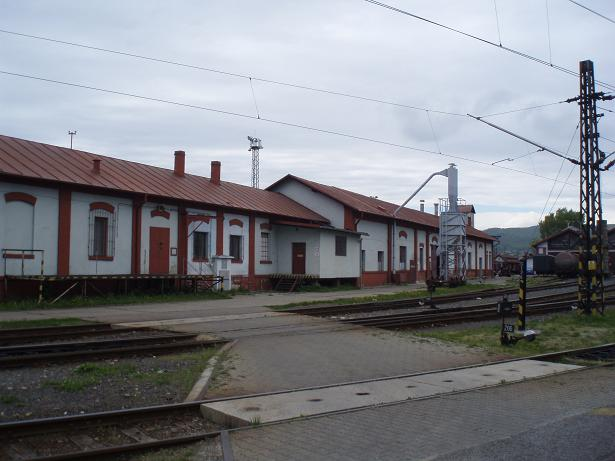
Železniční muzeum

Osada postupně vznikala na přelomu 19. a 20. století, kdy byl vybudován významný bratislavský železniční uzel a následné překladiště
První písemná zmínka pochází z roku 1889. Nejprve se tu stavěly jen železniční objekty, ale po druhé vídeňské arbitráži nastal rozmach rezidentního bydlení (mnoho emigrantů z jižního Slovenska). Z Rendezu se během války stala obec železničářských rodin. Jako důležitý dopravní uzel dostala pracovní název Východné nádražie, ale obyvatelé ji stále volali Rendez (z maďarského slova "Rendez", což znamená překladiště).
Dobově byly používány i tzv. pracovní názvy Východná stanica, Východné nádražie, Východné.
Během druhé světové války byla obec často bombardována (v té době jeden z nejdůležitějších dopravních uzlů na Slovensku) spojeneckým letectvem. Krátce po válce byla sloučena s obcí Rača, která byla v průběhu dalšího roku (1946) začleněna do Bratislavy, jako městská část pozdějšího III. obvodu (dnes okres Bratislava III). Přibližně v 80. letech na Východném proběhla výstavba několik desítek panelových domů. Značně se tak zvýšil počet jeho obyvatel.
Východné dostalo charakter místní části. Ačkoli Východné nemá vlastní samosprávu, potřeby jejích obyvatel mohou prosazovat poslanci zvolení do místního zastupitelstva Bratislava-Rača v rámci samostatného volebního obvodu - Východné. Současný název "Východné" prosadily místní poslanci na začátku 90. let.

## Současnost

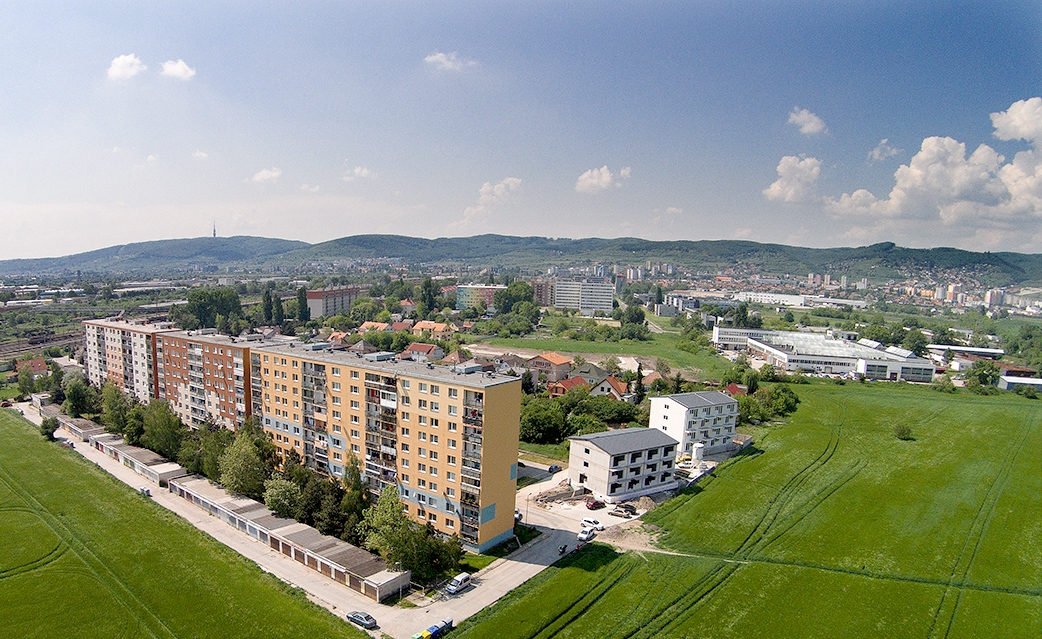
Na pasekách

Východné dnes trpí více problémy jako jsou slabší občanská vybavenost a infrastruktura a nedostatečná napojenost na síť MHD. Místní část se vůči tomu snaží bojovat, díky čemuž se situace postupně mění k lepšímu. V současnosti je v oblasti celodenně otevřená pošta, školka, potraviny, lékárna a další obchodní provozy a restaurace . Na Sklabinské ulici a na ulici Na Pasekách jsou velká zrenovovaná dětská hřiště a zrekonstruované kulturní středisko Impuls, které je k dispozici občanům na nejrůznější setkání a akce. Na území Východného se nachází železniční stanice Bratislava východ, kde se několikrát ročně konají akce Železničního muzea pro rodiny s dětmi se spoustou doprovodných akcí, z nejznámějších zmíníme již tradiční jízdu parním vláčkem do Petržalky a zpět. Na základě změny územního plánu Bratislavy je naplánována výstavba, která zvýší počet bytů a rodinných domů v lokalitě - projekty Východná alej a Na Pasekách.